# Benthopecten folini
Benthopecten folini är en sjöstjärneart som först beskrevs av Perrier 1894.  Benthopecten folini ingår i släktet Benthopecten och familjen nålsjöstjärnor. Inga underarter finns listade i Catalogue of Life.